# Кіскімінетас Тауншип (округ Армстронг, Пенсільванія)
Кіскімінетас Тауншип (англ. Kiskiminetas Township) — селище (англ. township) в США, в окрузі Армстронг штату Пенсільванія. Населення — 4605 осіб (2020).

## Демографія
Згідно з переписом 2010 року, у селищі мешкало 4800 осіб у 1953 домогосподарствах у складі 1408 родин. Було 2105 помешкань
Расовий склад населення:
| - 98,8 % — білих - 0,5 % — чорних або афроамериканців - 0,1 % — азіатів |

До двох чи більше рас належало 0,6 %. Частка іспаномовних становила 0,4 % від усіх жителів.
За віковим діапазоном населення розподілялося таким чином: 19,9 % — особи молодші 18 років, 61,5 % — особи у віці 18—64 років, 18,6 % — особи у віці 65 років та старші. Медіана віку мешканця становила 46,2 року. На 100 осіб жіночої статі у селищі припадало 100,3 чоловіків;  на 100 жінок у віці від 18 років та старших — 98,9 чоловіків також старших 18 років.
Середній дохід на одне домашнє господарство  становив 58 061 долар США (медіана — 46 914), а середній дохід на одну сім'ю — 70 166 доларів (медіана — 59 286). Медіана доходів становила 44 214 долари для чоловіків та 35 076 доларів для жінок. За межею бідності перебувало 12,8 % осіб, у тому числі 14,8 % дітей у віці до 18 років та 9,4 % осіб у віці 65 років та старших.
Цивільне працевлаштоване населення становило 2133 особи. Основні галузі зайнятості: виробництво — 20,2 %, освіта, охорона здоров'я та соціальна допомога — 19,2 %, науковці, спеціалісти, менеджери — 15,2 %.